# Ivan Blatný
Ivan Blatný (ur. 21 grudnia 1919 w Brnie, zm. 5 sierpnia 1990 w Colchesterze) – czeski poeta, członek grupy artystycznej Skupina 42.

## Życiorys
Syn prozaika i dramaturga Lva Blatnego i Zdeňki Klíčníkovej. Wcześnie osierocony (ojciec zmarł w 1930, matka trzy lata później) i wychowywany przez babcię Annę Klíčníkovą (zm. 1944). W 1938 ukończył gimnazjum w Brnie i rozpoczął studia bohemistyczne i germanistyczne na wydziale filozoficznym brneńskiego uniwersytetu Masaryka, które przerwał 17 listopada 1939 po zamknięciu przez Niemców czeskich szkół wyższych. W czasie wojny pracował w odziedziczonym po dziadku sklepie optycznym. W styczniu i lutym 1943 przebywał w szpitalu psychiatrycznym, symulując chorobę, żeby uniknąć robót przymusowych. Po 1945 poświęcił się wyłącznie karierze literackiej. Zapisał się do Komunistycznej Partii Czechosłowacji (KSČ), ale komunizm szybko go rozczarował. Pod koniec marca 1948 wyjechał do Anglii w ramach stypendium British Council i zdecydował się na emigrację. Kilka miesięcy później ujawniły się u niego symptomy schizofrenii paranoidalnej. Do 1985 (z dłuższą przerwą w latach 1951–1954) przebywał w szpitalach psychiatrycznych (m.in. Claybury Hospital w Esseksie, od 1967 House of Hope i St. Clement's Hospital w Ipswich). W okresie remisji współpracował z BBC i Wolną Europą. W 1985 zamieszkał w Clacton on Sea, w pensjonacie dla byłych pacjentów szpitali psychiatrycznych. Mimo entuzjazmu dla aksamitnej rewolucji zdecydował się pozostać do śmierci w Anglii, o czym poinformował listownie prezydenta Václava Havla. Zmarł w 1990 na rozedmę płuc, jego prochy pochowano 2 maja 1991 w kwaterze zasłużonych cmentarza w Brnie.
W 1997 został pośmiertnie odznaczony Medalem Za zasługi I stopnia.

## Twórczość
Najstarszy zachowany wiersz Blatnego nosi datę 19 lutego 1927. Debiutował w 1937, a trzy lata później ukazała się jego pierwsza książka Paní Jitřenka (Pani Jutrzenka). Do czasu wyjazdu do Anglii ukazały się jeszcze trzy tomiki wierszy, z których zwłaszcza Tento večer ugruntował jego pozycję jako jednego z najbardziej utalentowanych czeskich poetów. Wiersze z Tento večer powstały już po przystąpieniu Blatnego do grupy Skupina 42, założonej przez Jindřicha Chalupeckiego, do której należeli zarówno pisarze i poeci, jak i plastycy. O ile wiersze z pierwszych tomów Blatnego były raczej marzycielskie i melancholijne, o tyle w późniejszych tekstach pojawiają się dysonanse i zgrzyty. Program Skupiny miał bowiem oddawać "egzystencję człowieka w wielkim mieście", a więc skupiony był na "poezji dnia powszedniego". Stąd częste w poezji Blatnego utrwalanie w wierszach fragmentów rozmów i mowy potocznej. Po wyemigrowaniu do Anglii Blatný zamilkł; w 1954 pięć jego nowych wierszy opublikowano w paryskiej antologii Neviditelný domov. Dopiero po 1977, dzięki pielęgniarce Frances Meacham, wiersze Blatnego dotarły do rąk Josefa Škvoreckiego. W 1979 ukazał się tom Stará bydliště, w 1987 Pomocná škola Bixley (oba zredagowane przez Antonína Brouska). Emigracyjne wiersze Blatnego krytycy zgodnie uznali za unikalne zjawisko we współczesnej poezji czeskiej. Sam Blatný określał swoją metodę twórczą jako surrealistyczną, jednak mimo pozornego chaosu i zestawiania luźnych skojarzeń jego twórczość była logiczna, oparta na montażu precyzyjnie dobranych cytatów i nawiązań. Charakterystycznym chwytem Blatnego była wielojęzyczność - wykorzystywał w wierszach m.in. wstawki w języku angielskim, niemieckim, francuskim, włoski, greckim, rosyjskim i esperanto. Zdaniem krytyka Petra Krála wiersze Blatnego stały się miejscem swobodnego zderzania się niejednorodnych informacji o świecie (...) konstelacjami rozmaitych imion, komunikatów, niekiedy także różnych języków.

## Dzieła
- Paní Jitřenka (Pani Jutrzenka) 1940
- Melancholické procházky (Melancholijne przechadzki) 1941
- Tento večer (Ten właśnie wieczór) 1945
- Hledání přítomného času (W poszukiwaniu teraźniejszego czasu) 1945
- Na kopané (Na meczu) 1946 (książka dla dzieci)
- Jedna, dvě, tři čtyři, pět (Raz, dwa, trzy, cztery, pięć) 1947 (książka dla dzieci)
- Stará bydliště (Stare adresy) 1979
- Pomocná škola Bixley (Szkoła specjalna Bixley) 1987
- Tento večer (Ten właśnie wieczór) 1991 (red. Jan M. Tomeš, zawiera m.in. niepublikowane wiersze z lat 1937–1939)